# The Dallas Morning News
The Dallas Morning News je hlavní novinový deník vydávaný pro celou spádovou oblast texaského města Dallas. Náklad výtisků ve všední dny činí 264 459, nedělní speciál je pak vydáván nákladem 373 815 výtisků. Deník byl založen Alfredem Horatiem Belem dne 1. října 1885 jako odnož novin Galveston Daily News sídlících ve městě Galveston. V 90. letech 20. století získal tento deník opakovaně Pulitzerovu cenu jak za fotografii tak za reportáž. Dále pak získal ocenění George Polk Awards za činnost v oblasti vzdělávání čtenářů a Overseas Press Club award v kategorii fotografie. Sídlo novin Dallas Morning News se nachází v dallaské obchodní čtvrti Downtown Dallas, vlastníkem novin je mediální společnost A. H. Belo Corporation a současným hlavním šéfredaktorem je Robert W. Mong, Jr.